# Список узбецьких поетів
|  | Службовий список статей, створений для координації робіт з розвитку теми. Це попередження не встановлюється на інформаційні списки і глосарії. |

Список поетів, які писали свої твори узбецькою мовою.

## А
- Чулпан Абдулхамид (1837—1938)

## В
- Еркін Вохідов (1936—2016)

## Г
- Гафур Гулям (1903—1966)

## З
- Зульфія (1915—1996)

## К
- Абдула Кадирі (1894—1938)

## М
- Ільяс Малаєв (1936—2008)
- Міртемір (1910—1978)

## Н
- Надіра (1792—1842)
- Хамза Хакімзаде Ніязі (1889—1929)

## О
- Абдулла Оріпов (1941—2014)

## Ф
- Фуркат (1858—1909)

## Х
- Халіма Худайбердієва (1947—2018)
- Алімджан Хамід (1909—1944)

## Ш
- Шукрулло (1921—2020)